# スタディスタジアム
『スタディスタジアム』は、作成：佐鳴予備校、出版：旺文社による日本の漫画作品。全3巻。各巻900円（税込）。

## 概要
2008年7月から2010年3月の間、佐鳴予備校のホームページにて連載していた歴史漫画を書籍化し、旺文社から2010年6月に発行した。歴史的事実をそのまま漫画化したものではなく、全時代を通じての架空の物語、登場人物に歴史上の人物や出来事が絡んでくるという構成となっている。

## ストーリー
9枚集めると奇跡を起こすという銅鏡のかけら＝ミラクルパズル。死んだ母親を蘇らせるという願いを叶えるため、少年プラムは、サル型ロボット「ウッキー」と一緒に歴史の世界を旅する。途中で、同じくミラクルパズルを集めているゴルドン・カグヤ・モール・シーマと出会い、仲間になりながら旅をする。プラムは、龍魔王の世界征服の企みを知る。

## 登場人物
プラム
主人公。死んだ母親を蘇らせるという願いを叶えるためにミラクルパズル探しの旅に出る。モデルは桃太郎で、常に桃のはちまきをしており、最初に登場した際も桃型カプセルから登場した。電子頭脳に歴史の知識を詰め込んだサル型ロボット「ウッキー」をお供につけている。
ゴルドン
自称「天下の大泥棒」。最初はプラムと敵対していたが、やがて仲間となり、一緒にミラクルパズル探しをする。モデルは金太郎で、三枚目のキャラクター。カグヤに恋をしている。変身機能を持った犬型ロボット「ゴン」をお供につけている。
カグヤ
月の都の御姫様。隕石の衝突によって、爆発した月を復活させるためにミラクルパズル探しの旅をしている。モデルはかぐや姫で、同じく月の都の「モール」が常に付き添っている。
モール
カグヤと同じく月の都の住民だったが、月の爆発により、カグヤを連れて地球にやってきた。モデルは一寸法師で、背が低い。カグヤを心から慕っており、行動を共にしている。
シーマ
モデルは浦島太郎で、クールなキャラ。目的を達成するためには手段を選ばず、プラムと敵対する。透視能力があるキジ型ロボット「ジーキー」をお供につけている。

## 書誌情報
第1巻 弥生時代～鎌倉時代（初）ISBN 978-4-01-010438-5
【序章】ミラクルパズル
【第1章】弥生時代・邪馬台国の女王 卑弥呼
【第2章】飛鳥時代・聖徳太子の政治
【第3章】飛鳥時代・大化の改新
【第4章】奈良時代・聖武天皇と奈良の大仏
【第5章】奈良時代・遣唐使と鑑真
【第6章】平安時代・蝦夷との戦いと平安京
【第7章】平安時代・摂関政治と源氏物語
【第8章】平安時代・源平の合戦
【第9章】鎌倉時代・義経の最期と鎌倉幕府
第2巻 鎌倉時代（前）～江戸時代（初）ISBN 978-4-01-010439-2
【第10章】鎌倉時代・執権政治と元寇
【第11章】鎌倉時代・鎌倉幕府の滅亡
【第12章】室町時代・室町幕府の成立
【第13章】室町時代・足利義満と南北朝の統一
【第14章】戦国時代・織田信長の統一事業（前編）
【第15章】戦国時代・織田信長の統一事業（後編）
【第16章】安土桃山時代・豊臣秀吉の天下統一
【第17章】安土桃山時代・関ヶ原の戦いと江戸幕府
第3巻 江戸時代（前）～明治時代（初）ISBN 978-4-01-010440-8
【第18章】江戸時代・島原・天草一揆と鎖国
【第19章】江戸時代・生類憐みの令と忠臣蔵
【第20章】江戸時代・徳川吉宗と享保の改革
【第21章】江戸時代・黒船来航と桜田門外の変
【第22章】江戸時代・薩長同盟と大政奉還（前編）
【第23章】江戸時代・薩長同盟と大政奉還（後編）
【第24章】明治時代・明治維新
【最終章】キセキのカケラ